# Barreirinha
Barreirinha is een gemeente in de Braziliaanse deelstaat Amazonas. De gemeente telt 28.162 inwoners (schatting 2009).
De gemeente grenst aan Parintins.